# Villafranca del Castillo
Villafranca del Castillo era un llogarret habitat i actualment és una urbanització que pertany al terme municipal de Villanueva de la Cañada (Madrid).
Dins de la urbanització s'hi troba la Universitat Camilo José Cela i a prop la base ESAC de l'Agència Espacial Europea (ESA) i el Castell d'Aulencia.
Google Maps